# 朱薰
朱薰（英語：Josephine Ng，1979年8月28日—），本名吳佩賢。香港商業電台叱咤903著名唱片騎師。

## 簡歷
她曾就讀於聖士提反女子中學和香港浸會大學傳理學院廣播新聞系。大學時期與同學一起成立「傳理電台」。大學2年級暑期於無綫電視新聞部 (新聞及資訊部前身) 做了1年的實習記者，每星期值班3天。2001年她畢業後雖然獲無線聘任為記者，但她還是自薦加入商業電台，從事幕後創作。
2003年獲提拔協助主持及製作以葛民輝與何國良學者為首主持的節目《亂嗡廿三》。2005年得到少爺占起用，與他及唐劍康主持《萬世巨星》，及個人主持節目《朱薰E》。
其歌曲作品有《十九》、《我的日記》、《玩硬派》、《我要搖滾你》、《我不會Mind》等。在2007年的香港書展推出著作《正音功》，向讀者教授粵語正音後，大獲好評，更在2008年的香港書展中推出第二本個人著作《潮語大教訓》，介紹香港的潮語文化。此書於書展期間曾加印三版，因此被其他903主持稱為「銷售女王」。
2008年10月31日是她最後一日主持《萬世巨星》，從2008年11月3日開始主力主持《在晴朗的一天出發》
2009年8月30日《兒童適宜》節目內，Leo提及朱薰將會於2010年10月10日跟Mr.成員Dash（譚健文）的孖生兄弟阿榮（譚健榮）結婚，另她亦在2008年4月1日(愚人節)傳出即將於3年後轉職雄濤廣播。
2010年10月10日，朱薰的節目《兒童適宜》內播放了各商台DJ的聲帶，同聲祝賀朱薰新婚。當晚一對新人在酒店擺設婚宴，多位歌手名人到賀。
2012年8月11日，朱薰宣佈懷孕4個月。12月24日闊別叱咤903《在晴朗的一天出發》的主持工作。
2013年1月5日，朱薰剖腹誕下6.8磅重的兒子。
2015年11月24日，朱薰在Facebook上載影片，透過其兒子宣佈再度懷孕，並於2016年1月1日在《2015年度叱咤樂壇流行榜頒獎典禮》中宣佈第二胎為女兒。同年5月10日，順利誕下小女兒。

## 現時主持之電台節目
- 《知薰E》（逢星期一至星期五下午2時至3時）
- 《兒童適宜》（逢星期日下午2時至4時）

## 曾參與電視節目
- 無線電視節目
  - 香港早晨（實習記者）
  - 午間新聞（實習記者）
  - 六點半新聞報道（實習記者）
  - 晚間新聞（實習記者）
  - 15/16（嘉賓）
  - 星星同學會（嘉賓）
  - 美女廚房第二輯（嘉賓）
  - 千奇百趣（嘉賓）
  - 千奇百趣Summer Fun（嘉賓）
  - 千奇百趣省港澳（嘉賓）
  - 吹水同鄉會（嘉賓）
- 有線電視節目
  - 嚐·回味第五輯（嘉賓）

流行音樂
- 亞洲電視節目
  - 周杰倫跨時代（主持）
- ViuTV
  - 闔家學術常識問答比賽
- 香港開電視
  - 世界零食開倉戰

## 曾主持之電台節目
- 《北上尋歡》
- 《高考密碼》
- 《會考救兵》
- 《大鐵人123》（代節目）
- 《亂噏廿三》
- 《起身翻騰兩周半》
- 《903 傍住你放榜》
- 《正能量》
- 《朱薰Spa》
- 《在晴朗的一天出發》
- 《萬世巨星》（逢星期一至星期五下午4時至6時）
- 《叱咤叱咤叱咤咤》
- 《朱薰E》（逢星期日下午2時至4時）
- 《在晴朗的一天出發 左右亂局》
- 《好出奇》
- 《突然好想聽》（逢星期日晚上7時至9時，暫代Vani《國語類》節目）
- 《你好嘢》（逢星期一至星期五下午2時至3時）

## 曾參與的廣播劇
- 脂肪代表奚秀蘭
- 女校男生
- 八王子
- 大衛營
- 公子日記
- 仙樂都
- 黃金少年 Season 1,2,4  飾 川島河蘭
- 黃金少年 Season 1 飾 玉婆
- 黃金少年 Season 3 飾 白玉（少年玉婆）
- I Love You Boyz 勵志劇場 第119-121集 飾 瘋婦（客串）
- I Love You Boyz 勵志劇場 第129-131集 飾 新聞報導員（客串）
- I Love You Boyz 勵志劇場 第139-141集 飾 人妖空姐（客串）
- I Love You Boyz 勵志劇場 第144集 飾 黑社會女人（客串）
- I Love You Boyz 勵志劇場 第148集 飾 神經病護士（客串）
- I Love You Boyz 勵志劇場 飾 哨牙婆
- I Love You Boyz - 大瘋人院
- I Love You Boyz - 時裝世界
- 艾粒電視台（一人分飾多角）
- 艾粒電視台2007加強版（一人分飾多角）
- 校園青蔥斷斷續續長劇－波波校園 飾 長面娟
- 艾粒寶島電視台（逢星期一至四於下午5時30分萬世巨星節目內播放）（飾演多個不同角色）
- 阿民間電台（逢星期一至星期五於下午4時及4時30分萬世巨星節目內播放  飾  朱薰E、贊師父
- 艾粒530劇場2060 飾 波壁小姬
- 妹妹妹妹實況劇場第2集 飾 朱薰（客串）
- 最好的時光第三章 飾 MISS TAM（客串）

## 曾參與的舞臺劇
- 2006:
  - 《歡樂粒宵》
- 2007: 
  - 《I Love You Boyz GaGame Show 鬆啲!衣池瀨》
  - 《Lokamochi Mamiba》
- 2008:
  - 《小孖俠》
- 2009:
  - 《2009 X'MAS ILUB FINAL SHOW 艾粒"普世歡騰"核能人》

## 電視劇ViuTV
- 2018年：VR驅魔人

## 廣告
- 十八仝人撐公投--2010年香港立法會補選(五區公投)候選人梁家傑、陳淑莊、黃毓民、陳偉業及梁國雄聯合競選廣告

## 書籍作品
- 朱薰. . 萬里機構．萬里書店. 2007-07-16: 120. ISBN 9789621436467 （中文（香港））.
- 朱薰. . 萬里機構．萬里書店. 2008-07-21: 120. ISBN 9789621438669 （中文（香港））.
- 朱薰. . 萬里機構．萬里書店. 2009-8: 105. ISBN 9789621441225 （中文（香港））.

## 歌曲作品
- 《十九》(少爺占之作品)
- 《我的日記》（在《少爺占廣播劇音樂全集》中）(少爺占之作品)
- 《玩硬派》
- 《我要搖滾你》
- 《我不會Mind》
- 《N小姐與L先生》
- 《開口歌》
- 《朱Fun E正音功》
- 《Unforgettable(等你放假咁梳肝)》

## 填詞作品
- 《我要搖滾你》
- 《我不會Mind》
- 《N小姐與L先生》
- 《開口歌》
- 《朱Fun E正音功》

## 外部連結
- 朱薰的Facebook專頁（粉絲專頁）
- 朱薰的Facebook專頁（個人帳戶）
- 朱薰的Instagram帳戶
- 朱薰的新浪微博
- 朱薰於881903.com 的介紹 （页面存档备份，存于）
- 吳佩賢（朱薰）的Yahoo!BLOG （页面存档备份，存于）
- 朱薰FORUM